# Кучманова, Мария Анатольевна
Мария Анатольевна Кучманова (род. 10 июля 2004 года, Дивеево) — российский боксёр. Двукратный призёр чемпионатов России (2022 и 2024 годов). Мастер спорта Российской Федерации (2022).

## Карьера
Мария родилась 10 июля 2004 года в селе Дивеево Нижегородской области. Затем семья переехала в другое село. Обучалась на факультете среднего профессионального образования Мордовского государственного педагогического университета им. М. Е. Евсевьева, воспитанница Школы бокса им. Олега Маскаева.
В 2022 году стала обладателем бронзовой медали на национальном чемпионате в Краснодаре в категории свыше 81 кг.
В 2023 году в Черногории стала победителем молодежного Чемпионата Европы по боксу. Одержала победу во всех трёх поединках.
В 2024 году в Серпухове на чемпионате России по боксу стала серебряным призёром в категории свыше 81 кг. В финале не смогла одолеть Кристину Ткачёву.
Решением тренерского штаба в марте 2025 года была включена в состав сборной России для участия в чемпионате мира, который состоится в Сербии с 8 по 17 марта. В четвертьфинале весовой категории свыше 81 кг раздельным решением судей уступила китайской спортсменке Чжан Илянь и завершила участие в турнире.
Приказом министра спорта РФ № 174-нг от 29 ноября 2022 года Марии присвоено спортивное звание Мастер спорта России.

## Достижения
- Серебряный призёр чемпионата России 2024 года;
- Бронзовый призёр чемпионата России 2022 года.